# Fukada Kyoko
Fukada Kyoko (深田 恭子 Fukada Kyōko,  Thâm Điền Cung Tử) (sinh ngày 2 tháng 11 năm 1982) là một nữ diễn viên và ca sĩ người Nhật Bản. Ở Nhật Bản, trong các hợp đồng và viết tắt cô được biết đến là Fukakyon. Fukada Kyoko là người đã giành được giải thưởng nữ diễn viên chính xuất sắc nhất tại Liên hoan phim Yokohama cho bộ phim Kamikaze Girls.

## Tiểu sử
Sinh ra và lớn lên tại Tokyo, Nhật Bản trong một gia đình có hai chị em gái, cô có lần đầu ra mắt khản giả trong bộ phim truyền hình Sore ga Kotae da! trong vai diễn Mizuno Kazune. Cô sau đó góp mặt trong bộ phim Ring 2 với vai Sawaguchi Kanae năm 1999, sau đó là phim School Day of the Dead năm 2000. Cùng năm, cô tốt nghiệp trường trung học Horikoshi.
Năm 2002, cô xuất hiện trong bộ phim Búp bê với vai diễn ngôi sao nhạc pop Yamaguchi Haruna. Ngoài sự nghiệp diễn xuất, cô còn là một ca sĩ J-pop với đĩa đơn đầu tay "The Last Fruit", là một phần của album Dear phát hành năm 1999.

## Phim ảnh

### Phim
| Năm  | Tiêu đề                                         | Vai diễn         | Ghi chú   |
| ---- | ----------------------------------------------- | ---------------- | --------- |
| 1998 | Shinjuku Shōnen Tanteidan                       |                  |           |
| 1999 | Ring 2                                          | Sawaguchi Kanae  |           |
| 2000 | Shisha no Gakuensai                             |                  | Vai chính |
| 2001 | Tokyo Zansu                                     |                  | Vai chính |
| 2002 | Búp bê                                          | Haruna           |           |
| 2003 | Onmyoji II                                      |                  |           |
| 2003 | Like Asura                                      | Jinnai Sakiko    |           |
| 2004 | Kamikaze Girls                                  | Ryugasaki Momoko | Vai chính |
| 2006 | Tenshi                                          | Tenshi           | Vai chính |
| 2006 | Inugamike no Ichizoku                           |                  |           |
| 2009 | Yatterman                                       | Doronjo          |           |
| 2009 | Ururu no Mori no Monogatari                     | Shono Chie       |           |
| 2010 | Renai Gikyoku: Watashi to Koi ni Ochite Kudasai |                  | Vai chính |
| 2011 | Wild 7                                          | Honma Yuki       |           |
| 2013 | Roommate                                        | Nishimura Reiko  |           |
| 2014 | Mission Impossible: Samurai                     | Osaki            |           |
| 2014 | The Great Shu Ra Ra Boom                        | Hinode Kiyoko    |           |
| 2015 | Joker Game                                      | Rin              |           |
| 2018 | Recall                                          | Akamatsu Fumie   |           |

### Truyền hình
| Năm  | Tiêu đề                                         | Vai diễn              | Ghi chú                                  |
| ---- | ----------------------------------------------- | --------------------- | ---------------------------------------- |
| 1997 | Five                                            | Sanae Yodobashi/Kanae |                                          |
| 1997 | Sore ga Kotae da!                               | Mizuno Kazune         |                                          |
| 1998 | News no Onna                                    | Uchida Aya            |                                          |
| 1998 | Kamisama, Mō Sukoshi Dake                       | Masaki Kano           | Còn được gọi là Precious Time            |
| 1999 | Oni no Sumika                                   | Ayumi Kato            | Vai chính                                |
| 1999 | One Piece                                       | Nami                  | Vai chính                                |
| 1999 | To Heart: Koishite Shinitai                     | Miura Toko            |                                          |
| 1999 | Tengoku no Kiss                                 | Mika Izumisawa        |                                          |
| 2000 | Soshite, Tomodachi                              |                       | Vai chính, truyền hình đặc biệt          |
| 2000 | Imagine                                         | Yu Iijima             | Vai chính với Kuroki Hitomi              |
| 2000 | Food Fight                                      | Tamura Manami         |                                          |
| 2001 | Strawberry on the Shortcake                     | Misawa Yui            |                                          |
| 2001 | Fighting Girl                                   | Yoshida Sayoko        | Vai chính                                |
| 2002 | Friends                                         | Asai Tomoko           | Vai chính, truyền hình đặc biệt hai phần |
| 2002 | First Love                                      | Ezawa Kasumi          |                                          |
| 2002 | Remote                                          | Ayaki Kurumi          | Vai chính                                |
| 2002 | Otōsan                                          | Shindo Kei            |                                          |
| 2003 | Hakoiri Musume!                                 | Komori Akari          | Vai chính                                |
| 2004 | Futari                                          | Kamagata Mutsumi      | Truyền hình đặc biệt                     |
| 2004 | Kanojo ga Shinjatta                             | Ishii Reiko           |                                          |
| 2004 | Nōka no Yome ni Naritai                         | Yoshikawa Wako        | Vai chính                                |
| 2004 | Minami-kun no Koibito                           | Chiyomi               | Vai chính với Kazunari Ninomiya          |
| 2004 | Xmas Nante Daikirai                             | Kurihara Fuyumi       | Vai chính                                |
| 2004 | Tokugawa Tsunayoshi: Inu to Yobareta Otoko      | Matsuko               | Truyền hình đặc biệt Jidaigeki           |
| 2005 | Fugo Keiji                                      | Kanbe Miwako          | Vai chính                                |
| 2005 | Shiawase ni Naritai!                            | Asada Hikari          | Vai chính với Matsushita Yuki            |
| 2005 | Umeko                                           | Ota Miyo              | Vai chính                                |
| 2006 | Akai Kiseki                                     | Sekiguchi Rinko       | Vai chính                                |
| 2006 | Fugō Keiji 2                                    | Kanbe Miwako          | Vai chính                                |
| 2007 | Watashi no Atama no Naka no Keshigomu           | Kono Kana             | Vai chính                                |
| 2007 | Yama Onna Kabe Onna                             | Mariya Marie          | Vai chính với Ito Misaki                 |
| 2007 | Kimi ga Kureta Natsu                            | Kizaki Tokiko         | Truyền hình đặc biệt                     |
| 2007 | Ikiru                                           | Odagiri Sachi         |                                          |
| 2007 | Galileo                                         | Shizuko               | Tập 7 với vai trò khách mời              |
| 2007 | Aoi Hitomi to Nuage                             | Ichinose Erika        | Vai chính                                |
| 2008 | Mirai Koshi Meguru                              | Yoshida Meguru        | Vai chính                                |
| 2008 | Gakkō ja Oshierarenai!                          | Aida Mai              | Vai chính                                |
| 2009 | Tenchijin                                       | Yodo-dono             |                                          |
| 2009 | Kurobe no Taiyō                                 | Kawaguchi Ayako       |                                          |
| 2009 | Karei naru Spy                                  | Dorothy               |                                          |
| 2010 | Massugu na Otoko                                | Kurita Narumi         |                                          |
| 2010 | Second Virgin                                   |                       |                                          |
| 2010 | Genya                                           | Mifuyu Shinkai        | Vai chính                                |
| 2010 | Natsu no Koi wa Nijiiro ni Kagayaku             |                       | Tập 10 với vai trò khách mời             |
| 2011 | Sengyou Shufu Tantei ~Watashi wa Shadow         | Serina Asagi          | Vai chính                                |
| 2012 | Tairano Kiyomori                                | Taira no Tokiko       |                                          |
| 2012 | Tokyo Airport ~Tôkyô Kûkô Kansei Hoanbu~        | Kaori Shinoda         | Vai chính                                |
| 2013 | Namonaki Doku                                   | Satomi Kajita         | Vai chính                                |
| 2013 | Kyou no Hi wa Sayounara                         | Yuriko Ōkubo          | Lead Role, television special            |
| 2014 | Silent Poor                                     | Ryō Satomi            | Vai chính                                |
| 2014 | Tōi Yakusoku ~Hoshi ni Natta Kodomotachi        | Kiyomi Matsubara      | Truyền hình đặc biệt                     |
| 2014 | Cabin Attendant Keiji ~New York Satsujin Jiken~ | Miho Saitō            | Vai chính, truyền hình đặc biệt          |
| 2014 | Women Won't Allow It                            | Urara Iwasaki         | Vai chính                                |
| 2015 | Second Love                                     | Yui Nishihara         | Vai chính                                |
| 2016 | Please Love the Useless Me                      | Michiko Shibata       | Vai chính                                |
| 2017 | Hello Hari Nezumi                               | Ranko Shidawara       |                                          |
| 2019 | Hajimete Koi wo Shita Hi ni Yomu Hanashi        | Harumi                | Vai chính                                |
| 2019 | Daughter of Lupin                               | Hana                  | Vai chính                                |